# ГЕС Детройт
ГЕС Детройт — гідроелектростанція у штаті Орегон (Сполучені Штати Америки). Знаходячись перед ГЕС Біг-Кліфф (18 МВт), становить верхній ступінь каскаду на річці Норт-Сантіам, правій твірній Сантіам, котра в свою чергу є правою притокою річки Вілламетт (впадає ліворуч до Колумбії, яка має гирло на узбережжі Тихого океану на межі штатів Вашингтон та Орегон).
У межах проекту річку перекрили бетонною гравітаційною греблею висотою 141 метр та довжиною 465 метрів, яка потребувала 1,15 млн м3 матеріалу. Вона утримує витягнуте по долині Норт-Сантіам на 14,4 км водосховище з площею поверхні 14,3 км2 та об’ємом 561 млн м3.
Пригреблевий машинний зал обладнали трьома турбінами типу Френсіс потужністю по 40 МВт, які використовують напір від 69 до 99 метра (номінальний напір 87 метрів).